# Мария (фрегат, 1827)
Мари́я — парусный фрегат Российского императорского флота, тип «Спешный».

## Основные характеристики
Относился к рангу 44-пушечных фрегатов, однако был вооружён 54 орудиями.
- Водоизмещение = около 1950 т[2];
- Длина по верхней палубе = 48,6 м[2];
- Ширина по мидель-шпангоуту = 12,7 м[2];
- Осадка = 3,9 м[2];
- Арт. вооружение = 54 ор[2]. (24-фн — по штату[3]);
- Экипаж = 340/430 человек[2].

## История службы
Парусный фрегат «Мария» был заложен на стапеле Соломбальской верфи 15 (27) июля 1826 года и после спуска на воду вместе с фрегатами «Ольга» и «Александра» 21 мая (2 июня) 1827 года вошёл в состав Балтийского флота России. Строительство корабля вёл кораблестроитель в звании капитана Корпуса корабельных инженеров В. А. Ершов.
В июле-августе 1827 фрегат в составе отряда перешел из Архангельска в Кронштадт.
Участвовал в войне с Турцией 1828—1829.
- В составе эскадры контр-адмирала П. И. Рикорда в июне 1828 вышел из Кронштадта в Средиземное море и в сентябре 1828 прибыл в Ла-Валлетту.
- 11 октября 1828 эскадра покинула Мальту, 2 ноября пришла к о-ву Тенедос и до сентября 1829 блокировала пролив Дарданеллы.
- В 1830 фрегат вернулся из Архипелага в Кронштадт.
- В 1831 с отрядом находился в практическом плавании в Финском и Ботническом заливе.
- В 1832 тимберован в Кронштадте. В 1834—1837, 1839, 1842 и 1843 находился в практических плаваниях в Финском заливе и Балтийском море.
- 3.7.1836 на Кронштадтском рейде участвовал в торжественной встрече Балтийским флотом ботика Петра I.
- В 1847 переоборудован в магазин в Кронштадте[2].

## Командиры
Командирами фрегата «Мария» в составе Российского императорского флота в разное время служили:
- П. Д. Ишкарин (1827—1830);
- Л. Я. Карпов (1831);
- П. М. Трескин (1834—1836);
- М. Н. Аболешев (1837, 1839);
- князь Н. А. Мышецкий (1840—1841);
- А. Т. Александровский (1842);
- Н. Н. Карякин (1843).

### Комментарии
1. ↑  В книге Л. И. Голенищева-Кутузова «О судах Балтийского флота, построенных со времени вступления на престол государя императора Николая Павловича» ошибочно указывается дата закладки 15 (27) июня 1826 года[4].
2. ↑  Строительство всех трёх фрегатов длилось 11 месяцев и 6 дней[4].
3. ↑  В книге Л. И. Голенищева-Кутузова «О судах Балтийского флота, построенных со времени вступления на престол государя императора Николая Павловича» строителем всех трёх фрегатов называется генерал-майор Корпуса корабельных инженеров А. М. Курочкин[4].